# Polana alata
Polana alata är en insektsart som beskrevs av Delong och Freytag 1972. Polana alata ingår i släktet Polana och familjen dvärgstritar. Inga underarter finns listade i Catalogue of Life.